# Länsväg O 625
Länsväg O 625 är en övrig länsväg i Sverige som går mellan Kungälv och Lilla Edet på västra sidan om Göta älv. Vägen skyltas faktiskt med vägnummer på några ställen i Kungälv men inte i övrigt. Vägstandarden är genomgående låg med smala och krokiga partier och ojämn beläggning. Länsväg 625 kan vara ett alternativ för den som färdas mellan Kungälv och Lilla Edet. Dock går E45 ungefär samma sträcka på andra sidan älven och har betydligt högre standard. Hela Länsväg 625 har hastighetsbegränsningen 70 km/h.
Vägen är smal och mycket krokig mellan Kungälv och samhället Diseröd. På ett parti går vägen emellan ett stup och en sjö och där fanns tidigare nästan inget ytrymme alls vid sidan om vägen som saknar vägrenar. 2007 förbättrades säkerheten i och med byggandet av en cykelbana på nämnda parti. Cykelbanan går nu hela vägen till Diseröd. Resten av sträckan till Diseröd går över öppna fält. Det är tidvis ganska mycket trafik på sträckan Kungälv - Diseröd.
Efter Diseröd blir vägen smalare och mittlinje upphör. Däremot är vägen ganska rak och sikten är bra tack vare att vägen går över öppna fält. Vid samhället Torskog passerar man Thorskogs slott och där finns ett riktigt krokigt vägparti. C:a en mil söder om Lilla Edet går precis förbi Västerlanda kyrka. När man kommer till Lilla Edet sänks hastighetsbegränsningen till 50 km/h och man har nått slutet av vägen som har förbindelse med Länsväg 167.
Vägen tillsammans med vägen Lilla Edet–Trollhättan på västra sidan älven kan vara ett bra alternativ för cykelturister som ska mellan Göteborg och Trollhättan eller längre norrut. Cyklisterna bör dock undvika rusningtid mellan Diseröd och Västerlanda, eftersom denna väg har en hel del trafik. Från 2013 är väg E45 mestadels motorväg söder om Trollhättan och det finns en parallell väg med mindre trafikmängd att cykla på, vilket ger ett bra alternativ. Innan 2012 var E45 mindre lämplig. Cykelleden Sverigeleden som passerar Göteborg och Trollhättan går dock en annan längre väg, som mestadels är glesare trafikerad.

## Korsningar och anslutningar
|  | Nr | Namn          | Skyltning                                |
|  | -- | ------------- | ---------------------------------------- |
|  | 86 | Kungälvsmotet | E 6 Oslo, Göteborg, 168 Ytterby          |
|  |    |               | mot Kungälv                              |
|  |    |               | mot Kungälv                              |
|  |    |               | 574 mot Kareby och Kungälv               |
|  |    |               | mot Kungälv                              |
|  |    |               | mot Kungälv                              |
|  |    |               | mot Kungälv                              |
|  |    |               | mot Kungälv                              |
|  |    |               | 626 mot Kareby                           |
|  |    |               | 629 mot Häljeröds brygga                 |
|  |    |               | 634 mot Jörlanda                         |
|  |    |               | 631 mot Braseröd                         |
|  |    |               | 2006 mot Skörsbo                         |
|  |    |               | 2006 mot Västerlanda kyrka               |
|  |    |               | 2006 mot Västerlanda kyrka               |
|  |    |               | 642 mot Ucklum                           |
|  |    |               | 167 mot Ljungskile, 2025 mot Trollhättan |